# Филип фон Спонхайм-Боланден
Филип фон Спонхайм-Боланден (на немски: Philipp von Sponheim-Bolanden; * в Боланден; † между 16 октомври 1337 и 31 май 1338) от род Спанхайми (линията Спонхайм-Боланден-Даненфелс) е граф на предното графство Спонхайм и господар в Боланден-Даненфелс в Рейнланд-Пфалц.
Той е син на Хайнрих I фон Спонхайм-Боланден († 1311/1314), основател на линията Спонхайм-Боланден-Даненфелс, и първата му съпруга Кунигунда фон Боланден († 1295), дъщеря на Филип V фон Боланден-Енхайм († 1276) и Лукардис (Кунигунда) фон Боланден-Хоенфелс († ок. 1286). Внук е на граф Симон I фон Спонхайм-Кройцнах († 1264).
Филип фон Спонхайм-Боланден живее с фамилията си в замък Таненфелс при Даненфелс. Там той прави своята резиденция и през 1331 г. дава на селото права на град. Той и съпругата му Елизабет (Лиза) фон Катценелнбоген създават капела в замъка. След смъртта му двата му сина управляват заедно от Даненфелс.

## Фамилия
Филип фон Спонхайм-Боланден се жени 1320 / пр. 20 януари 1323 г. за Елизабет фон Катценелнбоген († сл. май 1338), дъщеря на Дитрих VI фон Катценелнбоген († 1315) и Катарина фон Клеве († сл. 1356/1357). Те имат децата:
- Хайнрих II фон Спонхайм-Боланден († 1393), женен пр. 21 февруари 1355 г. за Аделхайд фон Катценелнбоген († 1397)
- Йохан III († 1383), женен за Валпурга фон Лайнинген, отказва се 1354 г. от наследстения му дял.
- Кунигунда († март 1400), омъжена I. между 25 ноември и 28 декември 1346 г. за рауграф Вилхелм цу Щолценберг († 1358), II. на 19 юни 1365 г. за граф Лудвиг XI фон Ринек († 29 март 1408).

Филип фон Спонхайм-Боланден се жени втори път пр. 18 септември 1326 г. за рауграфиня Лиза фон Алтенбаумберг († сл. 1334), дъщеря на рауфграф Хайнрих III 'Стари' фон Алтенбаумберг († 1326) и Катерина фон Клеве († 1357). Бракът е бездетен